# Инцидент с BAC 1-11 над Дидкотом
Инцидент с BAC 1-11 над Дидкотом — авиационная авария, произошедшая в воскресенье 10 июня 1990 года. Авиалайнер BAC 1-11-528FL авиакомпании British Airways выполнял плановый рейс BA5390 (позывной — Speedbird 5390) по маршруту Бирмингем—Малага, но через 13 минут после взлёта у него произошло отделение некачественно установленного ветрового стекла, вследствие чего командира воздушного судна (КВС) наполовину выбросило из кабины пилотов. Второй пилот смог посадить самолёт в аэропорту Саутгемптона. Все находившиеся на борту самолёта 87 человек (81 пассажир и 6 членов экипажа) выжили, ранения получили 2 члена экипажа — КВС и бортпроводник.

## Самолёт

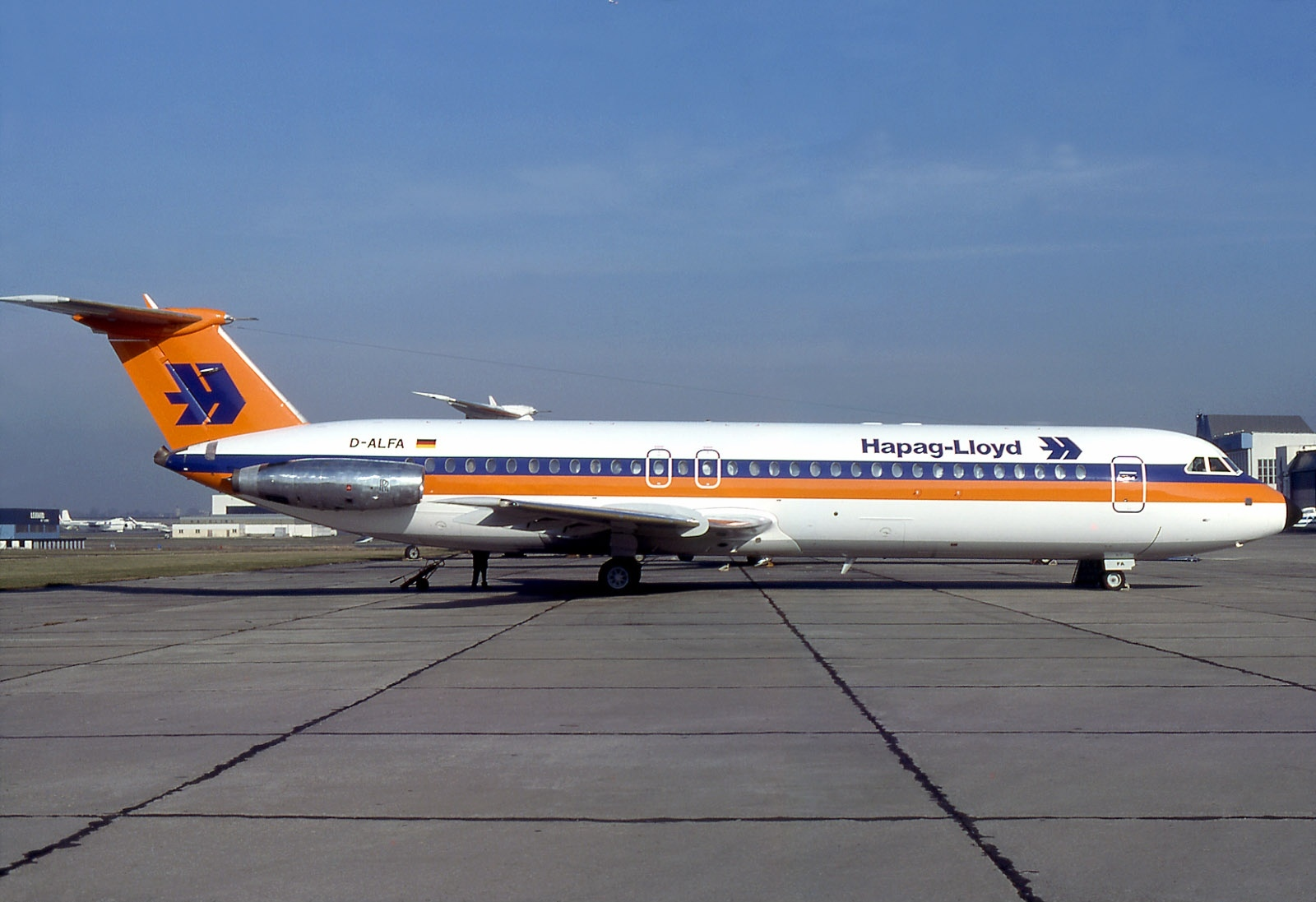
Пострадавший самолёт в 1980 году (в период эксплуатации в Hapag-Lloyd)

BAC 1-11-528FL (регистрационный номер G-BJRT, серийный 234) был выпущен в 1971 году (первый полёт совершил 8 февраля). Эксплуатировался немецкими авиакомпаниями Bavaria (с 26 февраля 1971 года по 1978 год) и Hapag-Lloyd (с 1978 года по 1 апреля 1988 года), в обеих летал под одним б/н D-ALFA. 29 октября 1981 года был куплен британской авиакомпанией British Caledonian Airways (дочерняя авиакомпания British Airways), где получил бортовой номер G-BJRT и имя County of South Glamorgan. 14 апреля 1988 года перешёл в British Airways после поглощения British Caledonian Airways. Был оснащён двумя турбореактивными двигателями Rolls-Royce Spey 512-14DW. На день инцидента налетал 37 724 часа.

## Экипаж
Состав экипажа рейса BA5390 был таким:
- Командир воздушного судна (КВС) — 42-летний Тимоти Ланкастер (англ. Timothy Lancaster). Очень опытный пилот, налетал свыше 11 050 часов, 1075 из них на BAC 1-11.
- Второй пилот — 39-летний Аластар Атчисон (англ. Alastair Atchison). Опытный пилот, налетал свыше 7500 часов, свыше 1100 из них на BAC 1-11.

В салоне самолёта работали четверо бортпроводников:
- Джон Хьюард (англ. John Heward), 37 лет — старший бортпроводник.
- Найджел Огден (англ. Nigel Ogden), 29 лет.
- Саймон Роджерс (англ. Simon Rogers), 36 лет.
- Сьюзан Гиббинс (англ. Susan Gibbins), 33 года.

## Хронология событий
Рейс BA5390 вылетел из аэропорта Бирмингема в 07:20 UTC. На его борту находились 6 членов экипажа и 81 пассажир. Самолёт поднял в воздух второй пилот и вскоре передал управление командиру.
К 07:33 UTC лайнер поднялся на высоту 5273 метра и пролетал над Дидкотом (Оксфордшир). Пилоты расстегнули плечевые ремни безопасности, а КВС также ослабил поясной ремень. Пассажирам начали разносить еду. Неожиданно раздался громкий хлопок, и произошла декомпрессия. Левое ветровое стекло кабины, со стороны КВС, отделилось от передней части фюзеляжа; командир был выдернут потоком выходящего из самолёта воздуха из своего сиденья и вылетел через проём ветрового стекла из кабины самолёта. Его прижало спиной к фюзеляжу самолёта с наружной стороны, а ноги застряли между штурвалом и панелью управления. Дверь кабины пилотов сорвало и её обломки упали на радио- и навигационную панель. Бортпроводник Найджел Огден, находившийся в тот момент в кабине, обеими руками схватил командира за пояс. Остальные бортпроводники успокаивали пассажиров и попросили их пристегнуться ремнями безопасности.
Второй пилот начал аварийное снижение и включил автопилот, который перед этим отключился из-за того, что КВС задел штурвал. Затем он передал сигнал бедствия, но из-за ветра он не смог услышать ответ от УВД.
Тем временем бортпроводник Огден начал страдать от обморожения и истощения. Ему на помощь пришли ещё два бортпроводника. Несмотря на их усилия, командир выскользнул ещё на несколько сантиметров (через боковое окно было видно его лицо), его глаза были открыты и не моргали, несмотря на сильный ветер. Второй пилот и бортпроводники считали, что командир мёртв, но решили продолжать держать тело, так как опасались, что, если его отпустить, оно может попасть в двигатель №1 (левый) и вывести его из строя.
После того, как второй пилот начал слышать ответы центра УВД Лондона, он попросил разрешить посадку в Лондонском аэропорту Гатвик, поскольку пилоту этот аэропорт был очень хорошо известен. Однако ему был предложен аэропорт Саутгемптона, поскольку он находился намного ближе Лондона. В 07:55 UTC рейс BA5390 благополучно приземлился в аэропорту Саутгемптона на взлётную полосу №2. Аварийная эвакуация не проводилась, пассажиры покинули самолёт через обычные выходы. КВС Ланкастера подняли в кабину и на носилках эвакуировали из самолёта.

## Ранения
КВС Ланкастер был срочно доставлен в Генеральный госпиталь Саутгемптона. У него были диагностированы обморожение, синяки, а также переломы правой руки, пальца на левой руке и правого запястья. У бортпроводника Найджела Огдена были вывихнуто плечо, обморожено лицо и левый глаз. Все остальные 85 человек — 81 пассажир и 4 члена экипажа — не пострадали.
Через 5 месяцев после аварии Ланкастер снова сел за штурвал самолёта. В 55 лет, согласно правилам British Airways, он был отправлен на пенсию, но продолжил летать в авиакомпании EasyJet.

## Расследование
Расследование причин инцидента с рейсом BA 5390 проводил Отдел по расследованию авиационных происшествий Великобритании (AAIB).
Окончательный отчёт расследования AAIB был опубликован 1 февраля 1992 года.
Следователи установили, что за 27 часов до вылета на самолёт было установлено новое ветровое стекло и этот аварийный рейс был первым после замены. В ходе расследования было установлено, что 84 из 90 болтов, которыми было закреплено стекло, оказались меньшего диаметра, чем требовалось. Разница давления воздуха в кабине самолёта и снаружи во время полёта в итоге и выдавила ветровое стекло наружу.
Остальные болты были правильного диаметра, но короче на 2,5 миллиметра, чем нужно. Выяснилось, что этими болтами было закреплено предыдущее ветровое стекло, которое использовалось в течение четырёх лет.
Кроме того, AAIB пришёл к выводу, что причиной аварии послужила установка неправильных болтов начальником смены базы технического обслуживания авиакомпании British Airways в аэропорту Бирмингема. Это произошло из-за того, что вместо того, чтобы свериться с документацией, он просто взял на складе такие же, как ему показалось, болты, как те, которыми было закреплено предыдущее стекло, при этом он ошибся на один размер. Также AAIB отметил ещё несколько нарушений правил авиакомпании, которые помешали вовремя заметить ошибку, и недостаточный контроль за работой техников со стороны авиакомпании.

## Рекомендации по обеспечению безопасности
В ходе расследования было выпущено восемь рекомендаций по безопасности, направленных на улучшения стандартов безопасности, принятых в British Airways, а также на улучшение подготовки и сертификации технического персонала авиакомпаний и авиадиспетчеров.

## Награды
- Второй пилот Алистер Атчисон, а также бортпроводники Найджел Огден и Сьюзан Гиббинс были награждены британским знаком отличия «Queen’s Commendation for Valuable Service in the Air»[2].
- В 1992 году Алистер Атчисон был награждён медалью международной ассоциации пилотов IFALPA «Polaris Award».

## Последствия инцидента

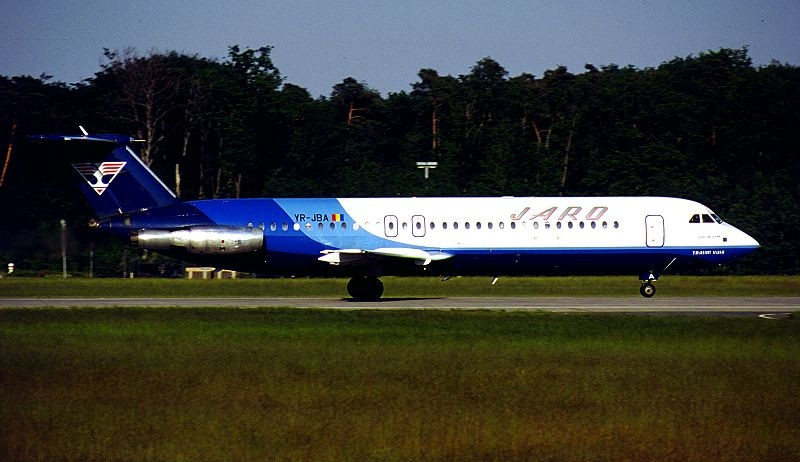
Пострадавший самолёт в 1996 году (в период эксплуатации в Jaro International)

### Номер рейса
Номер рейса 5390 больше не используется авиакомпанией British Airways, однако он используется авиакомпанией Envoy Air («дочка» American Eagle Airlines) для код-шеринговых рейсов по маршруту Де-Мойн—Чикаго.

### Дальнейшая судьба самолёта
BAC 1-11-528FL борт G-BJRT после замены лобового стекла в кабине пилотов продолжил полёты для British Airways. 5 октября 1993 года был куплен авиакомпанией Jaro International, в которой получил б/н YR-JBA и имя Traian Vuia. От неё сдавался в лизинг авиакомпаниям Astan Air (имя Astana, с июля по октябрь 1998 года) и Red Sea Air (имя Asmera, с декабря 1998 года по неизвестную дату 2000 года). В 2001 году Jaro International обанкротилась, лайнер был списан и впоследствии разделан на металлолом.

## Культурные аспекты
Инцидент с рейсом 5390 British Airways показан во 2-м сезоне канадского документального телесериала Расследования авиакатастроф в серии За бортом.

### Комментарии
1. Кадр из 1 серии 2 сезона документального телесериала «Расследования авиакатастроф»
2. ↑  Кадр из 1 серии 2 сезона документального телесериала «Расследования авиакатастроф»